# Pumbaa

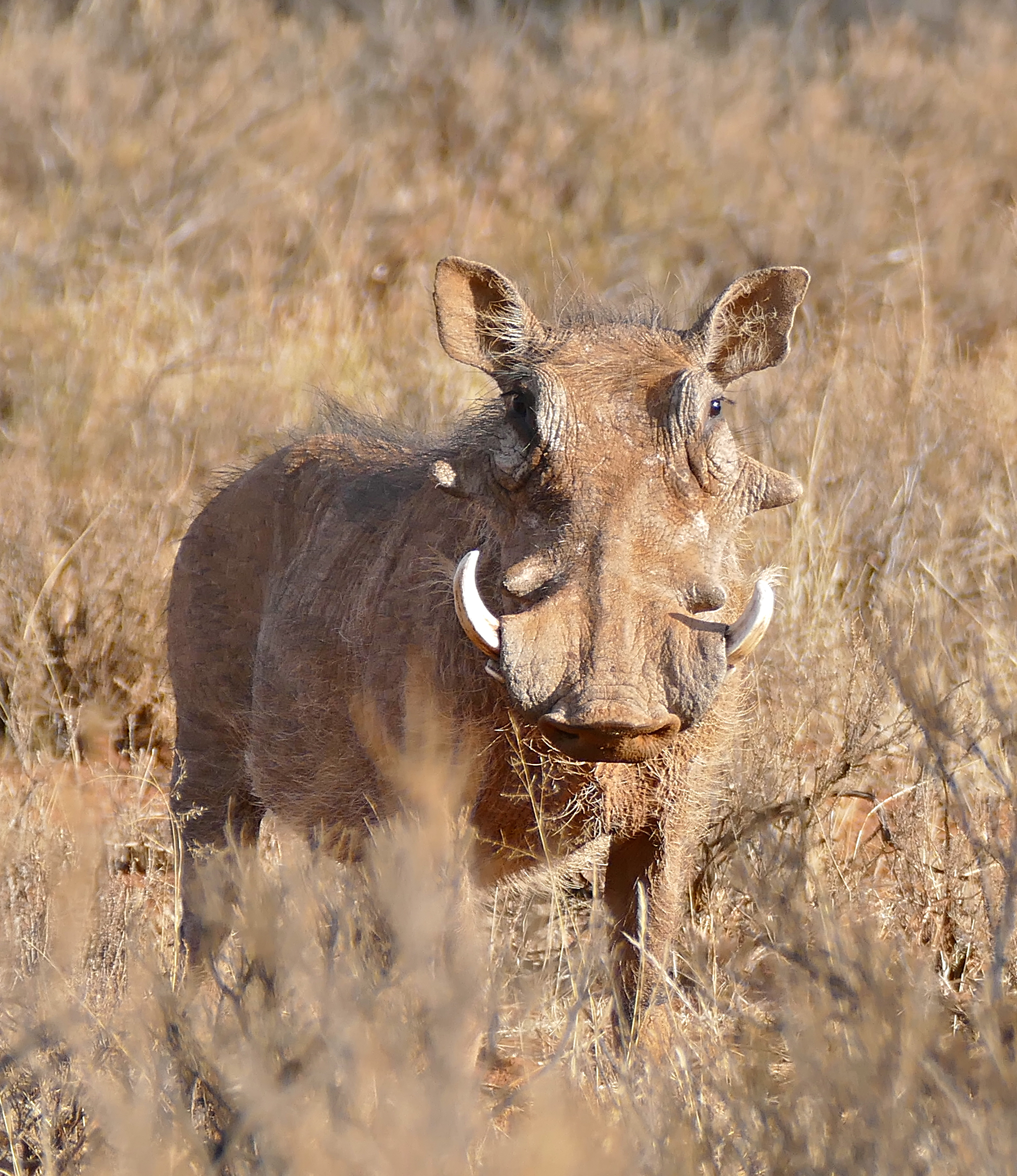
Pumbaa in de remake The Lion King.

Pumbaa is een personage uit de film De Leeuwenkoning, The Lion King II: Simba's trots, The Lion King III
en de tekenfilmserie The Lion King's Timon & Pumbaa. Daarnaast heeft hij een bijrol in de tekenfilmserie The Lion Guard. Pumbaa is een knobbelzwijn.
Het woord Pumbaa komt uit het Swahili en betekent "naïeveling". Pumbaa is inderdaad erg naïef. Hij laat zich gemakkelijk dingen op de mouw spelden, vooral door Timon. Hij is echter wel heel betrouwbaar, volgens Timon zelfs nog betrouwbaarder dan een politicus die ook nog eens verzekeringen verkoopt. Hij is bovendien intelligenter dan hij denkt en dan Timon zou willen. Zo weet hij dat sterren brandende gasbollen zijn op miljoenen kilometers van hier en dat de Chinese Muur meer dan tweeduizend jaar geleden is gebouwd door Qin Shi Huangdi om China te beschermen tegen invalide nomadische barbaren, al is dat volgens Timon onzin.
Pumbaa heeft last van flatulentie, wat ook de reden is dat hij oorspronkelijk door zijn soortgenoten is verstoten. Verder wordt hij razend als iemand hem een "zwijn" noemt. Dit is echter niet het geval wanneer Timon of Simba hem zo noemt. Net als Timon eet hij het liefst insecten. De Belgische acteur Door Van Boeckel doet zijn stem in de Nederlandse versie. 
De stem van Pumbaa voor de remake uit 2019 werd ingesproken door Seth Rogen. De Nederlandse stem werd ingesproken door Mike Wauters. Rogen verzorgde tevens de stem in de vervolgfilm Mufasa: The Lion King in 2024. Wauters keerde ook terug als de Nederlandse stem van Pumbaa voor deze film.